# Sexualisierte Gewalt
Sexualisierte Gewalt und sexualisierter Machtmissbrauch beschreiben Handlungen mit sexuellem Bezug ohne Einwilligung beziehungsweise Einwilligungsfähigkeit des Betroffenen. Sie sind insbesondere Delikten wie zum Beispiel sexuelle Nötigung, Vergewaltigung und sexueller Missbrauch von Kindern übergeordnet. Sexualisierte Gewalt wird dabei der physischen Gewalt (zum Beispiel Körperverletzung und Misshandlung von Schutzbefohlenen) und der psychischen Gewalt nebengeordnet.
Die Grenzen zwischen Gewalt und Machtmissbrauch sind hierbei fließend. Zu den Folgen dieser Art von Gewalt zählen seelische Traumata und verschiedene psychosomatische Symptome bei den Opfern. Die Definitionen in der Psychotherapie sind oft nicht deckungsgleich mit den Straftatbeständen; viele feministisch orientierte Gruppen und Organisationen beanspruchen z. B. eine Definitionsmacht für Betroffene.

## Definition
Dem Begriff liegt keine einheitliche Definition zu Grunde. Einem weiten Verständnis nach ist sexualisierte Gewalt dann gegeben, „wenn ein Mensch an einem anderen Menschen gegen dessen Willen mit sexuellen Handlungen eigene Bedürfnisse befriedigt“. Im deutschsprachigen Raum hat sich die Formulierung sexualisierte Gewalt als Oberbegriff für Eingriffe in die sexuelle Selbstbestimmung etabliert. In Abgrenzung zur enger gefassten Bezeichnung sexuelle Gewalt, drückt sexualisierte Gewalt jegliche unerwünschte sexuelle Handlung und Grenzüberschreitungen, bei denen eine Person in ihrer sexuellen Selbstbestimmung und Unversehrtheit beeinträchtigt wird, aus. Diese Form von Gewalt kann sich in verbalen, nonverbalen oder physischen Formen manifestieren und zielt darauf ab, die persönliche Integrität und Autonomie im sexuellen Bereich zu verletzen oder zu missachten. Der Terminus unterstreicht das missbräuchliche Ausnutzen von Macht, die verschiedene Ausdrucksformen im Zusammenhang mit Sexualität annehmen kann. Dabei steht nicht die sexuelle Begierde im Vordergrund, sondern die Befriedigung, die mit der Grenzüberschreitung, sowie der oftmals auferlegten Geheimhaltung der straftätigen Person einhergeht.

### Kritik an der Bezeichnung
Am Begriff der „sexualisierten“ Gewalt, der seit den 2000er-Jahren vermehrt anstelle von sexueller Gewalt verwendet wird, gibt es Kritik aus politisch-psychologischer Sicht. So liege diesem die Annahme zugrunde, dass Sexualität nur als Mittel zur Gewaltausübung instrumentell eingesetzt werde, diese Gewalt aber eigentlich nichts mit Sexualität zu tun habe, da kein Konsens zwischen den Beteiligten besteht. Diese Reduktion der Tätermotive „auf reine Machtausübung unter instrumenteller Zuhilfenahme von Sexualität“ stellt dem Sozialwissenschaftler Marco Roock zufolge ein Problem dar, „weil durch diese Argumentation letztlich narzisstisch-phallozentrische Männerphantasien – wenn auch ungewollt – gestützt werden“. Zudem würde „die strikte Trennung von Sexualität und Gewalt zu einer harmonischen Verklärung von Sexualität“ führen. Ähnlich argumentiert Rolf Pohl, Professor für Sozialpsychologie, dass die Annahme, es gäbe „nur sexualisierte und nicht auch sexuelle Gewalt [...], dass es den Tätern also allein um Macht geht und nicht auch um sexuelle Lust“, einen „Männlichkeitswahn“ unterstütze, in der Art „als habe der Mann seine Sexualität so unter Kontrolle, dass er sie jederzeit an- und ausknipsen und notfalls sogar auf Befehl einsetzen kann.“
Kritik gab es auch an einer ursprünglich vorgesehenen Übernahme der Bezeichnung in das deutsche Strafgesetzbuch. Nach übereinstimmend ablehnenden Stellungnahmen der Sachverständigen stoppte der Rechtsausschuss des Deutschen Bundestages eine ursprünglich im Gesetzesentwurf vorgesehene Gesetzesänderung, durch die die Bezeichnung sexueller Missbrauch durch sexualisierte Gewalt ersetzt worden wäre. Nach Ansicht der Sachverständigen, denen sich der Rechtsausschuss anschloss, könnte durch die Bezeichnung sexualisierte Gewalt das Missverständnis entstehen, „dass die Strafbarkeit sexueller Handlungen mit Kindern immer mit einer Gewaltanwendung des Täters einhergehen müsse“. Zudem entspreche die Bezeichnung sexueller Missbrauch der international verwendeten Terminologie. Bei anderen Sexualdelikten gelte Entsprechendes.
Der Jurist und frühere Bundesrichter Thomas Fischer lehnt die Bezeichnungen „sexuelle Gewalt“ und „sexualisierte Gewalt“ im Zusammenhang mit Sexualdelikten gegen Kinder ab, da zu diesen auch Kommunikationsdelikte gezählt werden, die keine Gewalt im allgemein üblichen Sinn enthalten. Er beanstandet begriffliche Unschärfe und fehlende Differenzierung von Missbrauch, Zwang, Gewalt, Drohung, Nötigung oder Übergriff. Darüber hinaus kritisiert er einen dem Framing dienenden Gebrauch als „Aufmerksamkeits- und Empörungsauslöser“.

## Häufigkeit und Trends

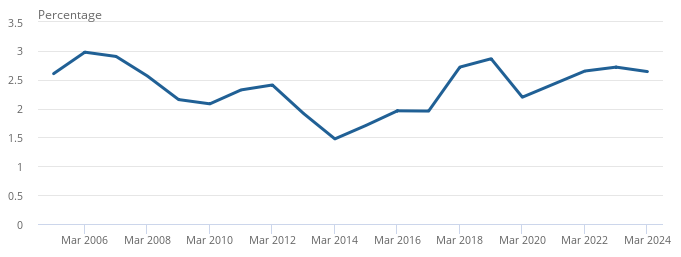
Die Prävalenz sexueller Übergriffe bei Personen im Alter von 16 bis 59 Jahren schwankt im Laufe der Zeit, England und Wales, jährliche Schätzungen.

Bei sexuellen Übergriffen sind polizeiliche Kriminalstatistiken grundsätzlich weder geeignet, die tatsächliche Häufigkeit, noch Trends darzustellen. Hauptprobleme sind die geringe Anzeigerate und Verbesserungen der polizeilichen Erfassungsmethoden. Die zunehmende Anzeigerate in den vergangenen Jahren können so bereits große Verzerrungen in den Polizeistatistiken ergeben. Beispielsweise wird bei Vergewaltigung weniger als jeder sechste Fall angezeigt. Sehr viel aussagekräftiger sind Viktimisierungsstudien. Um einen Trend darstellen zu können, muss dieselbe Untersuchung mit einer ausreichend großen Zahl von Befragten regelmäßig wiederholt werden.
Für die Crime Survey for England and Wales werden seit 2005 „Sexual offences“ erfasst. Interviewer besuchen jährlich zehntausende Haushalte und befragen ein zufällig ausgewähltes Haushaltsmitglied, ob es in den vergangenen 12 Monaten Opfer eines Delikts wurde. Zu sexuellen Übergriffen werden so Daten von Personen zwischen 16 und 59 Jahren erfasst. Es zeigt sich kein klarer Trend. Eventuell kann von einem Rückgang von 2005 bis 2014 und ein Anstieg seither gesprochen werden. 2005 gaben 2,6 % an, Opfer gewesen zu sein, 2014 1,5 % und 2024 wieder 2,6 %. Ein orientierender Vergleich über Grenzen hinweg, in diesem Fall mit England und Wales, ist legitim und üblich. Die Länder West- und Nordeuropas sind in sozialer und wirtschaftlicher Hinsicht vergleichbar. Daher ähneln sich auch ihre kriminologischen Entwicklungen.
Auch Viktimisierungsstudien bilden die Wirklichkeit nicht genau ab. Ein Opfer muss bereit sein, dem fremden Interviewer zu berichten. Bei schambesetzten Taten, wie sexuelle Übergriffe, ist diese Bereitschaft geringer. Eine zunehmende Enttabuisierung führt zu mehr Berichten.
Ein weiterer verzerrender Faktor ist die gesellschaftliche Bewertung von Handlungen. Über die Jahrzehnte verschob sich diese für vieler Arten sexuellen Fehlverhaltens. Was früher oft mit einer Täter-Opfer-Umkehr abgewehrt oder als unverschämtes Verhalten des Täters bewertet wurde, wird heute als kriminell angesehen und angezeigt. Dadurch steigt die Anzeigebereitschaft. Außerdem wird in der westlichen Welt ein langsamer Rückgang der Fälle verzeichnet.
Bei sexualisierter Gewalt gegenüber Frauen sind 99 Prozent der Täter männlich. Auch bei sexualisierter Gewalt gegenüber Männern werden Männer häufiger als Täter benannt. Es ist allgemein anerkannt, dass es weibliche und männliche Opfer im Kindes-, Jugendlichen- und Erwachsenenleben gibt, sowie männliche Täter und weibliche Täterinnen.

## Formen
Sexuelle Belästigung ist eine der häufigsten Erscheinungsformen von Gewalt gegen Frauen. Zu den Formen sexualisierter Gewalterfahrung in Kindheit, Jugend und Erwachsenenalter zählen beispielsweise:
- Sexuelles Belästigen und Bedrängen, dazu zählt ungewolltes Berühren, bestimmte Arten von Küssen oder Auf-den-Schoß-Nehmen
- Drängen oder Erzwingen von Geschlechtsverkehr oder sexuellen Handlungen
- Drängen oder Zwingen zum Anschauen von oder Mitwirken in pornografischen Handlungen in Fotografie, Film oder Internetchat
- Drohungen für den Fall, dass sich das Opfer nicht auf sexuelle Handlungen einlässt
- Verheiratung minderjähriger Frauen[19]

Studien zeigen, dass sexuelle Gewalt gegen Jungen und Männer auch nicht vernachlässigt werden darf. Etwa zeigt eine spanische Studie, dass auch 14 % aller Männer im Laufe ihres Lebens sexualisierte Gewalt widerfährt.
Oftmals gehören wiederholte Vorfälle von sexualisierter Gewalt (Reviktimisierung) zum Alltag von Betroffenen – eine Studie aus 2023 zeigt, dass 52 % von Gewalt betroffenen Frauen wiederholt sexualisierte Gewalt erfahren.

## Schockstarre als Reaktion auf sexuelle Übergriffe
Schockstarre (tonische Immobilität) ist eine Reaktion des vegetativen Nervensystems, die in einer Überwältigungssituation einsetzen kann, wenn Flucht oder Kampf als aussichtslose Optionen erlebt werden. Während der Erstarrung sind die Muskeln kurzzeitig gelähmt und die Wahrnehmung verändert (dissoziativer Stupor). Definiert ist die tonische Immobilität als Zustand völliger Bewegungsunfähigkeit, in dem eine Person nicht mehr ansprechbar ist und sich weder bewegen noch sprechen kann. Bei Tieren ist eine ähnliche Verhaltensweise als Schreckstarre oder Totstellreflex bekannt.
In der modernen Wissenschaft wird immer besser verstanden, wann, wie und warum die Schockstarre eintritt. In einer Studie des schwedischen Karolinska-Instituts gaben 70 % von 298 vergewaltigten Frauen an, während des Übergriffs eine tonische Immobilität erlebt zu haben. Allerdings ist das öffentliche Bewusstsein für die Häufigkeit tonischer Bewegungslosigkeit im Kontext sexualisierter Gewalt begrenzt, was negative Folgen für die Prävention, Bestrafung und Verarbeitung sexueller Gewalt hat. So bleibt vielfach unberücksichtigt, dass sexualisierte Übergriffe auch ohne Gewaltausübung eine Schockstarre auslösen können.
Tonische Immobilität während einer traumatischen Erfahrung ist ein wesentlicher Risikofaktor für eine spätere posttraumatische Belastungsstörung (PTBS).

## Sexualisierte Gewalt bei Kriegen und Genoziden
Mehr dazu unter Sexuelle Gewalt als Kriegsmittel.
Für die Historikerin Miriam Gebhardt war die wissenschaftliche Aufarbeitung von kriegsbedingten Vergewaltigungen im Nachkriegsdeutschland „kaum mehr […] als ein organisierter Verdrängungsprozess“. Laut der Regensburger Militärsoziologin Ruth Seifert wurde diese Variante sexualisierter Gewalt in Wissenschaft und internationaler Justiz bis in die 1990er Jahre als „unvermeidlicher Bestandteil von Kriegen“ gesehen und für „nicht weiter problematisierbar“ gehalten. Seit „Wissenschaftlerinnen das Thema auch aus einer feministischen Perspektive betrachten“, wurde ein „ebenfalls stark verdrängter Aspekt“ offenkundig, dass nämlich nicht nur Frauen und Mädchen, sondern „in hohem Maße“ auch Männer und Jungen in Kriegen zu der Gruppe der Vergewaltigungsopfer zählen. Vergewaltigungen werden als „Kriegswaffe“ eingesetzt, nicht nur, um Frauen und Männer zu erniedrigen, sondern auch um „ganze Gemeinschaften zu zerstören“. Doch die Tabuisierung „war allumfassend“, weil, so Ruth Seifert, „die Erklärungsmuster, die angeboten wurden, die Sache sehr stark naturalisierten und marginalisierten“. Sexualisierte Kriegsgewalt schädige auf Dauer. Diese Schäden werden im Wege der transgenerationalen Weitergabe auf nachfolgende Mitglieder einer Gemeinschaft übertragen.
Sexualisierte Gewalt wird auch genutzt, um ethnisch motivierte Vertreibungen oder Tötungen durchzuführen. Darüber hinaus dient sie als Methode zur politischen Unterdrückung. In der Regel zielt sie darauf ab, den Widerstand des Gegners zu schwächen, ihn emotional zu überwältigen und gegnerische Gruppen zu spalten.
Es kam beispielsweise zu Massenvergewaltigungen beim Genozid in Bangladesch, die Gesamtzahl der Vergewaltigungsdelikte wird nach Angaben von Gendercide Watch auf 200.000 bis 400.000 geschätzt. Viele Mädchen und Frauen wurden öffentlich, vor den Augen ihrer Familie vergewaltigt. Viele begingen daraufhin Selbstmord oder wurden nach den Vergewaltigungen von ihren Familien zum Schutz der Familienehre verstoßen. Nach Erringung der Unabhängigkeit richtete die neue Regierung von Bangladesch zusammen mit der International Planned Parenthood Federation in Dhaka und anderen Orten des Landes Rehabilitationszentren ein, in denen die Frauen medizinisch versorgt und Abtreibungen durchgeführt wurden.

## Sexualisierte Gewalt in pädagogischen Beziehungen
Beziehungen, denen ein starkes Machtgefälle innewohnt, können unter bestimmten Voraussetzungen besonders anfällig für Gelegenheitsstrukturen für sexualisierte Gewalt sein.
Das Machtgefälle in Erziehungsverhältnissen dient bei entsprechender pädagogisch-ethischer Legitimation der Aufrechterhaltung der pädagogischen Beziehung und rahmt das pädagogische Handeln. Da pädagogische Situationen offen in ihrer Entwicklung und ihrem Ausgang sind, besteht im Zweifelsfall Raum für Grenzverletzungen und Übertretung der Rahmenbedingungen pädagogischer Bindungen. Bei sexualisierter Gewalt gegenüber Zöglingen steht dabei der Machtmissbrauch hinsichtlich der Abhängigkeit von zu Erziehenden im Vordergrund. Aufgrund der Asymmetrie und Diffusität pädagogischer und erzieherischer Machtdynamiken, sowie Sexualität als Grundlage und Folge von Macht, sollte die Dimension der Sexualisierung und Erotisierung nie ausgeschlossen werden. Die Annahme von sexueller Gleichberechtigung leugnet dabei die hierarchischen Positionen, in denen die Interagierenden zueinanderstehen und bestreitet die Verantwortung seitens der straftätigen Personen. Je mehr die Extreme der Asymmetrie ausgebootet werden, desto diffuser wird die Beziehung und läuft Gefahr, sich vom partikularen Zweck des Lernens zu entfernen.
Schulkulturelle Möglichkeitsräume für sexuelle Gewalt nach Helsper und Reh (2012) bieten durch die individuelle Verstrickung von Nähe, Distanz und Asymmetrie jeweilige Gelegenheitsstrukturen für sexualisierte Gewalt. Dieser Theorie nach führt das Zusammenspiel von Asymmetrie, Nähe und Distanz zur Bildung von verschiedenen Arten von schulischen Nähe- und Distanzkulturen. Zusammenfassend lassen sich die Möglichkeitsräume wie folgt einordnen: Je stärker das hierarchische Verhältnis und je diffuser die Nähe der Lehrkraft-Zögling-Beziehungen ist, desto wahrscheinlicher ergeben sich Gelegenheitsstrukturen für sexualisierte Gewalt.
Dieses Konzept der Nähe-Distanz-Antinomien lässt sich auch auf Erziehungsverhältnisse oder professionalisierte Beziehungen außerhalb des schulischen Kontextes übertragen, in denen ein strukturell vorgelagertes Machtgefälle vorliegt.

## Organisierte sexualisierte Gewalt
Als organisierte sexualisierte Gewalt bezeichnet man die systematische Anwendung schwerer sexualisierter Gewalt in Verbindung mit körperlicher und psychischer Gewalt durch mehrere Täter oder durch Täternetzwerke. Häufig ist organisierte sexualisierte Gewalt mit kommerzieller sexueller Ausbeutung verbunden, zum Beispiel Zwangsprostitution oder der Herstellung von Missbrauchsdarstellungen.
Ein Beispiel ist der Missbrauchsskandal von Rotherham.

## Rechtslage in Deutschland
Eine einheitlich rechtliche Definition des Begriffs „sexualisierte Gewalt“ ist in Gesetz nicht verankert und in der Rechtswissenschaft nicht bekannt.
Der Begriff „sexuelle Belästigung“ wird anders als der Begriff der sexualisierten Gewalt im Allgemeinen Gleichbehandlungsgesetz (AGG) in § 3 Abs. 4, sowie auch im Strafgesetzbuch (StGB) unter § 184i definiert. Nach § 184i Abs. 1 StGB belästigt sexuell, wer „eine andere Person in sexuell bestimmter Weise körperlich berührt und dadurch belästigt“. Die Gesetzesbegründung des § 184i Abs. 1 StGB fordert für „körperlich berührt“ einen „Kontakt des Täters mit seinem eigenen Körper am Körper des Opfers“. Nach § 3 Abs. 4 AGG zählen darüber hinaus als sexuelle Belästigung auch „Bemerkungen sexuellen Inhalts sowie unerwünschtes Zeigen und sichtbares Anbringen von pornographischen Darstellungen“.
Rechtsgut ist in Deutschland die Sexuelle Selbstbestimmung. Diese wurde im StGB im dreizehnten Abschnitt unter Straftaten gegen die sexuelle Selbstbestimmung niedergeschrieben. Hierbei sind insbesondere zu nennen der § 174 StGB (Sexueller Missbrauch von Schutzbefohlenen), die §§ 176 ff. StGB (Sexueller Missbrauch von Kindern) und der § 177 StGB (Sexueller Übergriff, sexuelle Nötigung, Vergewaltigung). Die Anpassung und Neubildung des § 177 StGB an die Bestimmungen der Menschenrechte hatte zufolge, dass die Willensbildung der betroffenen Personen in den Mittelpunkt gestellt wurde. Sexuelle Handlungen, die durch eine verbale Kommunikation oder ein Kopfschütteln abgelehnt werden, sind nach § 177 Abs. 1, ggf. Abs. 6 strafbar.
Im Falle sexueller Handlungen, bei denen eine Einschränkung der Willensbildungsfähigkeit der betroffenen Personen vorliegt, ist eine Strafverfolgung gemäß dem § 177 Abs. 2 Nr. 1 bis 3, ggf. Abs. 4 und 6 vorgesehen. Eine Einschränkung der Willensbildungsfähigkeit liegt im Fall von verabreichten K.-o.-Tropfen, Alkoholkonsum oder einer geistigen Beeinträchtigung der betroffenen Person vor. Werden die Substanzen einer anderen Person ohne deren Einwilligung verabreicht, um sexuelle Handlungen vornehmen zu können, handelt es sich um eine Gewaltanwendung im Sinne des § 177 StGB (sexuelle Nötigung), der Täter macht sich in einem solchen Fall also nach § 177 Absatz 5 Nr. 1 und Absatz 7 Nr. 2 (bis 2016 Absatz 1 Nr. 1 und Absatz 3 Nr. 2) StGB strafbar. Vergewaltigt er dann das Opfer, ist dies nach § 177 Absatz 6 Nr. 1 (bis 2016 Absatz 2 Nr. 1) StGB strafbar. Ist jemand zwar mit der Einnahme einer Substanz an sich einverstanden, aber nicht mit im Zustand der Einwilligungsunfähigkeit vorgenommenen sexuellen Handlungen, sind diese als sexueller Übergriff nach § 177 Absatz 2 Nr. 1 und ggf. als Vergewaltigung nach Absatz 6 Nr. 1 StGB strafbar (bis 2016 nach § 179 StGB als sexueller Missbrauch widerstandsunfähiger Personen). Ist die Dosierung für das Opfer lebensgefährdend, so ist § 177 Absatz 8 Nr. 2 b (bis 2016 § 177 Absatz 4 Nr. 2 b) StGB anzuwenden.

## Folgen und Schäden durch sexualisierte Gewalt
Sexualisierte Gewalt kann vielfältige kurz- und langfristige Folgen und Verletzungen nach sich ziehen. Viele Betroffene bleiben ihr Leben lang von der Missbrauchserfahrung betroffen und belastet. Die meisten Autoren gehen davon aus, dass die Folgen schwerwiegender sind
- je größer der Altersunterschied zwischen Täter und Opfer, und besonders, wenn es sich um eine Differenz von einer Generation handelt;
- je größer die verwandtschaftliche Nähe, und besonders bei Autoritäts- und Vaterfiguren;
- je länger der Missbrauch andauert;
- je jünger das Kind bei Beginn des Missbrauchs;
- je mehr Gewalt angedroht oder angewendet wird;
- je vollständiger die Geheimhaltung;
- je weniger sonstige schützende Vertrauensbeziehungen, etwa zur Mutter oder einer anderen Person bestehen.[51]

Das Ausmaß der Schädigungen variiert in Abhängigkeit davon, wie sich im Einzelfall die Faktoren wechselseitig verstärken oder abschwächen. Die häufigsten Folgen bei Kindern und Jugendlichen, die sexualisierte Gewalt erleben mussten, sind
- Störungen der Sexualität und Partnerschaftsprobleme
- Störungen in der Wahrnehmung eigener Gefühle (Verwechselung von Affektivität und Sexualität)
- Gefühle der Wertlosigkeit, Scham, Schuld, Wut
- Ablehnung des eigenen Körpers, selbstdestruktives Verhalten, Selbstmord(versuche)
- Sexualisierung von Beziehungen
- Störung der Sexualfunktionen
- emotionaler Rückzug und soziale Isolation, Misstrauen
- Depression
- Gefühle, außerhalb des eigenen Körpers zu sein (Dissoziation)
- Alkohol- und Drogenmissbrauch
- Angstzustände, Alpträume, angstmachende Tagträume
- Schlaf- und Essstörungen
- psychosomatische Beschwerden (vor allem Haut- und Magenerkrankungen)
- Prostitution.[52]

Die häufigsten Folgen bei Erwachsenen, die sexualisierte Gewalt erleben mussten, sind starke Scham- und Schuldgefühle, Bauchbeschwerden, Essstörungen und Migräne, posttraumatische Belastungsstörungen, Gedächtnisfragmente und -lücken, Wahnerlebnisse und Suizidversuche. Ob und in welchem Ausmaß diese Symptome bei den Betroffenen auftreten, hängt zum einen von den „Bedingungen“ des traumatischen Erlebnisses ab – etwa wann, wie, wie oft und von wem die Gewalt ausgeübt wurde.

## Prävention
Zentrale Inhalte der Präventionsarbeit an der Grundschule zielt auf Strategien des Widerstands gegen Gewalt auf und Hilfen bei der Aufdeckung von Gewalt. Hierzu gehört insbesondere das Wissen des Kindes mit Bezug auf:
- das Bestimmungsrecht des Kindes über den eigenen Körper,
- die Wahrnehmung von Gefühlen/Vertrauen auf die eigene Intuition,
- die Unterscheidung zwischen „guten“, „schlechten“ und „komischen“ Berührungen,
- das Recht des Kindes, Nein zu sagen, wenn jemand es auf eine Art berührt, die ihm nicht gefällt,
- die Existenz „guter“ und „schlechter“ Geheimnisse,
- Unterstützungsangebote für das Kind,
- die Sexualerziehung.

Das Thema ist vor allem auch im Bereich des Sports für Kinder und Jugendliche relevant. Der Deutsche Olympische Sportbund (DOSB) weist auf die Gefahr sexualisierter Übergriffe hin, indem die im Sport entstehende Nähe und Bindung missbraucht wird (siehe auch: Artikel „Sexuelle Belästigung“, Abschnitt „Sexuelle Belästigungen in Schule und Sport“). Der DOSB unterstreicht die Notwendigkeit, „offen und ohne falsche Scheu“ in Sportvereinen und -verbänden über sexualisierte Gewalt zu sprechen und betont: „Der Vorstand einer Sportorganisation muss glaubwürdig vermitteln, dass jede Form sexualisierter Gewalt und Grenzüberschreitung sowie herabwürdigender, sexistischer Äußerungen, Blicke und Handlungen nicht geduldet werden. Ein solches Klima des frühzeitigen, offenen und geregelten Umgangs mit Grenzverletzungen ist im Übrigen auch die beste Prävention vor allen Formen sexualisierter Gewalt.“
Sporttrainer führen aus, dass Körperkontakt mit Kindern und Jugendlichen in bestimmten Situationen adäquat sein kann, zum Beispiel wenn es darum geht, Hilfestellungen beim Turnen zu geben, die Körperhaltung zu korrigieren oder Trost zu geben. Auch der Landessportbund Berlin (LSB) und die Sportjugend Berlin unterscheiden zwischen normalem und grenzüberschreitendem Körperkontakt.
Um zu verhindern, dass Straftäter und Personen mit unlauteren Absichten über eine Tätigkeit im Sport in die Nähe von Kindern gelangen und deren Vertrauen missbrauchen, rufen der LSB und die Sportjugend Berlin die Sportvereine und Sportverbände zur Beteiligung an einer Kinderschutzerklärung auf, welche u. a. die Selbstverpflichtung enthält, nur fachlich geeignete Personen im Jugendbereich einzusetzen und insbesondere ein erweitertes polizeiliches Führungszeugnis zu verlangen.
In Frankreich installierte der Verein Association Les Papillons ab Frühjahr 2020 Hunderte Kummerkästen mit dem Motto „Schreib, was du nicht sagen kannst“ in Schulen und Sportvereinen. Durch Aufklärungskampagnen wurden Kinder eingeladen, dort anonym oder möglichst namentlich über ihre Sorgen zu berichten. Viele der dort eingegangenen Briefe berichten in Schrift oder Bild von körperlichen Misshandlungen, von Mobbing an der Schule oder von sexualisierter Gewalt. In der Folge interveniert die Polizei, in Zusammenarbeit mit geschulten Pädagogen. Der Verein strebt eine Vereinbarung mit den Verantwortlichen des nationalen Schulsystems an, um entsprechende Briefkästen an allen Schulen Frankreichs einzurichten. Ein deutscher Ableger des Vereins, „Die Schmetterlinge“, sieht in Zusammenarbeit mit dem Kinderschutzbund München zum Schuljahresbeginn 2024/2025 die Aufstellung von „Schmetterlingspost“-Briefkästen in Münchner Grundschulen und Vereinen vor, mit dem langfristigen Ziel, dies deutschlandweit auf verschiedene Schulformen auszuweiten.
Auf Veranstaltungen dienen seit den 2020er Jahren vermehrt Awareness-Teams zur Prävention.

## Soziologische und pädagogische Sicht
Als gesellschaftliche Ursachen und Situationen, bei denen es zu sexualisierter Gewalt kommen kann, werden eine autoritäre Erziehung und die christlich bzw. katholisch geprägte Pädagogik genannt.
Bedingungen für die Objektifizierung von Frauen und für sexualisierte Gewalt können auch sozioökonomische Gegebenheiten sein, wie ein zunehmendes Konkurrenzdenken und zunehmende Kommodifizierung verschiedener Lebensbereiche durch die Vormachtstellung des Neoliberalismus, welche ein auf Dominanz und Marginalisierung beruhendes Verhalten begünstigen.